# 유럽벌잡이새
유럽벌잡이새(Merops apiaster)는 벌잡이새과의 반철새이다. 번식은 북한계 인근인 남부유럽, 북부아프리카, 서아시아에서 한다. 겨울은 열대 아프리카, 남부 인도에서 보낸다. 이름에서 보이는 것과 같이 벌을 많이 잡아먹지만, 나비, 흰개미, 잠자리 등을 잡아먹기도 한다. 벌을 먹기 전에는 독침이 자신들에게 해를 가하지 못하도록 문지른다. 배에 수백 마리의 벌이 발견된 적이 있을정도로 왕성하게 먹는다. 이에 따라 양봉업자들에게는 눈엣가시로 여겨지기도 한다.
몸은 대체로 아름다우며, 날개는 초록색이고 부리는 검다. 몸길이는 27-29센티미터 정도이며, 암컷과 수컷은 서로 비슷하다. 최고 수명은 5-6년으로, 이동 도중에 독수리와 같은 포식자들에게 잡히거나 도중에 낙오되는 과정에서 개체수가 조절된다.

먹이를 먹는 유럽벌잡이새.
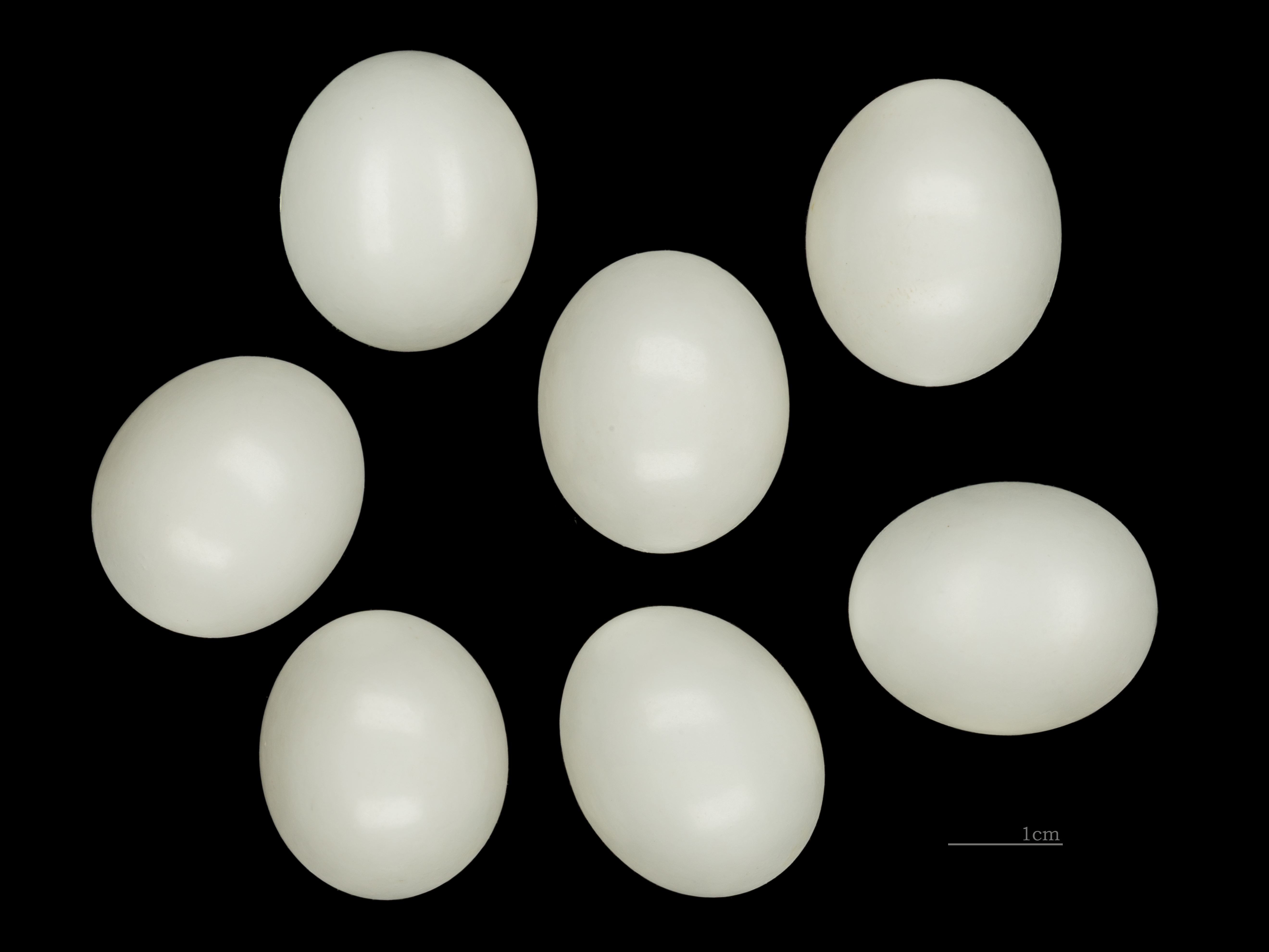